# 1393 Sofala
1393 Sofala este un asteroid din centura principală, descoperit pe 25 mai 1936, de Cyril Jackson.